# Mersa Matruh
Mersa Matruh ( em árabe: مرسى مطروح   ), também transliterado como Marsa Matruh, Marsa Matru ou Mersa Matru ( árabe padrão Marsā Maṭrūḥ, [ˈmæɾsæ mɑtˤˈɾuːħ] ), é um porto no Egito e capital da província de Matru. 
É a maior cidade de sua província, com um pouco mais de 200 mil habitantes. Está localizado 240 km a oeste de Alexandria e 222 km a leste de Sallum, na rodovia principal do Delta do Nilo até a fronteira com a Líbia . A cidade também é acessível pelo sul através de outra rodovia que atravessa o Deserto Ocidental em direção ao Oásis de Siwa e ao Oásis de Bahariya .
Mersa Matruh foi um importante porto de grãos sob os romanos e uma base militar do Império Britânico . Durante a Segunda Guerra Mundial, várias batalhas foram travadas em seus arredores enquanto o Exército Panzer Ítalo-Alemão da África tentava capturar o porto. Caiu nas mãos do Eixo durante a Batalha de Mersa Matruh, mas foi recapturado após a Segunda Batalha de El Alamein .
Mersa Matruh é servida pelo Aeroporto Internacional Mersa Matruh . A cidade possui praias de areia branca e fofa e águas calmas e transparentes; a baía é protegida do alto mar por uma série de rochas formando um quebra-mar natural, com uma pequena abertura que permite o acesso de embarcações leves.